# Hermonassa chalcidia
Hermonassa chalcidia là một loài bướm đêm trong họ Noctuidae.